# Hubert de Montille
 (juin 2025).
Motif : Peu connu en tant que vigneron (le domaine viticole est plus connu que son propriétaire) et peu connu en tant qu'avocat (Bernard Laroche a été tué moins d'un an après qu'il en fut choisi comme avocat).
- Archive Wikiwix
- Bing
- Cairn
- DuckDuckGo
- E. Universalis
- Gallica
- Google
- G. Books
- G. News
- G. Scholar
- Persée
- Qwant
- (zh) Baidu
- (ru) Yandex
- (wd) trouver des œuvres sur Wikidata

| 1. | Préciser le motif de la pose du bandeau. | Précisez le motif de la pose du bandeau en utilisant la syntaxe suivante : {{admissibilité à vérifier\|date=juin 2025\|motif=remplacez ce texte par le motif}}                          |
| 2. | Informer les utilisateurs concernés.     | Pensez à avertir le créateur de l'article, par exemple, en insérant le code ci-dessous sur sa page de discussion : {{subst:avertissement admissibilité à vérifier\|Hubert de Montille}} |

Hubert Bizouard de Montille est un vigneron et un avocat français, né le 25 octobre 1930 à Volnay et mort le 1er novembre 2014 à Soultzeren dans le Haut-Rhin.

## Biographie

### Carrière d'avocat
Hubert de Montille est avocat au barreau de Dijon à partir de 1953. Nommé bâtonnier en 1985, il exerce jusqu'en 1997. Il défend notamment Bernard Laroche dans l'affaire Grégory.

### Viticulteur
Hubert de Montille gère le domaine familial, situé à Volnay en Bourgogne. Son premier millésime date de 1947. Par la suite, il agrandit le domaine, dont la superficie était de quelques hectares à la mort de son père, en rachetant des parcelles,. Elles sont plantées de pinot noir et de chardonnay. Le domaine de Montille est ensuite repris par son fils Étienne,.
Hubert de Montille apparaît dans le film documentaire franco-américain Mondovino, réalisé par Jonathan Nossiter et présenté au festival de Cannes en 2004,.

## Décoration
- Chevalier de la Légion d'honneur par décret du 30 décembre 1995[7].